# Circuito aperto
Un circuito aperto è un componente la cui resistenza elettrica tende all'infinito, pertanto è attraversato da una corrente nulla indipendentemente dalla tensione applicata ai suoi terminali.

## Definizione

Simbolo circuitale del circuito aperto

Il circuito aperto ideale è definito da un resistore la cui resistenza elettrica tende all'infinito, di conseguenza determinata la tensione ai terminali del circuito aperto  {\displaystyle v_{oc}} detta anche tensione a vuoto è possibile ricavare l'intensità corrente {\displaystyle i_{oc}} dalla legge di Ohm
{\displaystyle i_{oc}=\lim _{R\to \infty }{v_{oc} \over R}=0\ \mathrm {A} }
Definita la conduttanza come la grandezza inversa della resistenza allora in un circuito aperto siccome la resistenza tende a infinito si ha che: 
{\displaystyle G=\lim _{R\to \infty }{1 \over R}=0\ \mathrm {S} }
Dalla legge di Ohm è allora possibile ricavare la relazione costitutiva del circuito aperto {\displaystyle i=Gv=0\ \mathrm {A} } con {\displaystyle G=0\ \mathrm {S} } e {\displaystyle v\neq 0\ \mathrm {V} }, essendo nulla la corrente allora è nulla anche la potenza elettrica assorbita.

## Circuiti equivalenti
Il circuito aperto è un componente ideale, in quanto non corrisponde a nessun elemento reale. Esso può essere pensato come equivalente di vari elementi:
- un resistore con valore nullo di conduttanza
- un generatore ideale di corrente di valore nullo
- collegamento in serie di un nullatore ed un noratore

## Componenti reali
Questo bipolo approssima il comportamento di un qualunque circuito aperto, come ad esempio quello costituito dallo strato isolante tra i due bipoli di un interruttore, entro un determinato limite di tensione superato il quale la tenuta dell'isolante viene meno e tra i due bipoli si manifesta la scarica (arco elettrico).